# Prix Versailles
El Prix Versailles es un conjunto de galardones arquitectónicos que se otorgan cada año. Se presenta como el premio mundial de la arquitectura y del diseño. Para obras contemporáneas, a menudo se percibe como el reconocimiento más alto, en campos relacionados con el turismo, la educación o el deporte.

## Historia
Desde su creación en 2015, el premio se entrega en la sede de la Unesco en París y premia distintas formas de arquitectura.

### La alianza de la cultura y de la economía
El premio se centra, en primer lugar, en edificios comerciales con el claro objetivo de fomentar una mejor interacción entre los sectores económico y cultural. Irina Bokova, directora general de la Unesco, declaró el 19 de junio de 2015: «El Prix Versailles es una de las maneras de poner de relieve el encuentro entre la creación, el arte y la economía».

### Ampliación
Después de las tiendas, hoteles y restaurantes, el premio se extendió en 2017 a centros comerciales y, posteriormente, en 2019, a las categorías de campus, estaciones y deportes. En 2020, se añadió la categoría de aeropuertos.
Geográficamente, el premio galardonó proyectos franceses en 2015 (con cuatro premios y menciones) y se abrió a nivel internacional en 2016 (con nueve premios y menciones). La edición de 2017 se caracterizó por la creación de las ediciones continentales, que llevaron a celebrar en 2018 ceremonias continentales.

## Finalidad y funcionamiento

### Los valores
El Prix Versailles pretende subrayar «el papel que pueden desempeñar los agentes económicos, en todos los sectores, para embellecer y mejorar nuestro entorno». Desea promover «el desarrollo de espacios de calidad en todas las zonas habitadas».
Aspira a que «las arquitecturas cotidianas sean una herramienta al servicio de un desarrollo sostenible en el que se integren todos los componentes (el ecológico –economía verde–, el social y el cultural –economía púrpura–)».
En 2019, el premio adoptó como lema «Inspiración, Progreso e Inclusión».
El premio está en el origen del Llamamiento internacional del 7 de junio de 2020 («Por un renacimiento cultural de la economía»), publicado simultáneamente en el Corriere della Sera, El País y Le Monde.

### Funcionamiento
Desde 2017, las categorías de tiendas, centros comerciales, hoteles y restaurantes están premiadas con títulos continentales otorgados en cada una de las seis grandes áreas geográficas: África y Asia Occidental; América Central, del Sur y el Caribe; América del Norte; Asia Central y del Noreste; Asia del Sur y el Pacífico; Europa.
Estos premios se basan en una amplia convocatoria y un análisis sistemático de los medios de comunicación.
En 2019, las ediciones continentales se completaron con selecciones mundiales para las categorías de campus, estaciones y deportes.
En base a los títulos continentales o a las selecciones mundiales, un jurado independiente otorga los títulos mundiales para todas las categorías. Los resultados mundiales puede que se anuncien en fechas diferentes según las categorías.
Entre los criterios utilizados por los jueces se encuentran «la innovación, la creatividad, el reflejo del patrimonio local, natural y cultural, el rendimiento ecológico, así como los valores de convivencia y participación, a los que Naciones Unidas presta una atención especial».
|                      | Número de ganadores continentales | Número de seleccionados | Número de ganadores mundiales |
| -------------------- | --------------------------------- | ----------------------- | ----------------------------- |
| Prix Versailles 2015 | --                                | --                      | --                            |
| Prix Versailles 2016 | --                                | --                      | 9                             |
| Prix Versailles 2017 | 70                                | --                      | 12                            |
| Prix Versailles 2018 | 70                                | --                      | 12                            |
| Prix Versailles 2019 | 71                                | 18                      | 21                            |
| Prix Versailles 2020 | 70                                | 24                      | 24                            |

## Estadísticas
| Puesto | País                   | Proyectos premiados | Proyectos premiados | Proyectos premiados | Proyectos premiados | Proyectos premiados | Arquitectos premiados | Arquitectos premiados | Arquitectos premiados | Arquitectos premiados | Arquitectos premiados | Total |
|        |                        | 2017                | 2018                | 2019                | 2020                | Total               | 2017                  | 2018                  | 2019                  | 2020                  | Total                 |       |
| ------ | ---------------------- | ------------------- | ------------------- | ------------------- | ------------------- | ------------------- | --------------------- | --------------------- | --------------------- | --------------------- | --------------------- | ----- |
| 1      | Estados Unidos         | 9                   | 6                   | 7                   | 9                   | 31                  | 14                    | 9                     | 9                     | 7                     | 39                    | 70    |
| 2      | China                  | 7                   | 7                   | 11                  | 8                   | 33                  | 7                     | 4                     | 6                     | 9                     | 26                    | 59    |
| 3      | Francia                | 2                   | 3                   | 5                   | 6                   | 16                  | 4                     | 8                     | 9                     | 7                     | 28                    | 44    |
| 4      | Brasil                 | 6                   | 5                   | 4                   | 6                   | 21                  | 5                     | 2                     | 4                     | 7                     | 18                    | 39    |
| 5      | México                 | 3                   | 6                   | 5                   | 3                   | 17                  | 3                     | 6                     | 5                     | 2                     | 16                    | 33    |
| 6      | Japón                  | 4                   | 4                   | 1                   | 4                   | 13                  | 6                     | 3                     | 2                     | 7                     | 18                    | 31    |
| 7      | Reino Unido            | 1                   | 2                   | 1                   | 0                   | 4                   | 1                     | 7                     | 10                    | 6                     | 24                    | 28    |
| 8      | Tailandia              | 3                   | 4                   | 1                   | 5                   | 13                  | 2                     | 2                     | 3                     | 3                     | 10                    | 23    |
| 9      | Singapur               | 5                   | 4                   | 1                   | 2                   | 12                  | 3                     | 2                     | 2                     | 2                     | 9                     | 21    |
| 10     | Emiratos Árabes Unidos | 4                   | 3                   | 7                   | 3                   | 17                  | 0                     | 0                     | 0                     | 1                     | 1                     | 18    |
| 11     | Italia                 | 3                   | 2                   | 2                   | 1                   | 8                   | 4                     | 1                     | 4                     | 1                     | 10                    | 18    |
| 12     | Australia              | 1                   | 1                   | 2                   | 2                   | 6                   | 2                     | 2                     | 2                     | 2                     | 8                     | 14    |
| 13     | Argentina              | 1                   | 1                   | 3                   | 1                   | 6                   | 1                     | 1                     | 3                     | 1                     | 6                     | 12    |
| 14     | Sudáfrica              | 1                   | 2                   | 0                   | 1                   | 4                   | 1                     | 3                     | 0                     | 3                     | 7                     | 11    |
| 14     | España                 | 2                   | 2                   | 0                   | 0                   | 4                   | 2                     | 4                     | 1                     | 0                     | 7                     | 11    |
| 16     | Chile                  | 2                   | 2                   | 1                   | 0                   | 5                   | 2                     | 2                     | 1                     | 0                     | 5                     | 10    |
| 17     | Países Bajos           | 1                   | 1                   | 0                   | 1                   | 3                   | 1                     | 3                     | 2                     | 1                     | 7                     | 10    |
| 18     | Irán                   | 1                   | 3                   | 0                   | 0                   | 4                   | 1                     | 3                     | 0                     | 0                     | 4                     | 8     |
| 19     | Marruecos              | 1                   | 0                   | 0                   | 2                   | 3                   | 2                     | 0                     | 0                     | 1                     | 3                     | 6     |
| 20     | India                  | 0                   | 0                   | 1                   | 2                   | 3                   | 0                     | 1                     | 0                     | 1                     | 2                     | 5     |
| 20     | Indonesia              | 0                   | 0                   | 2                   | 1                   | 3                   | 0                     | 0                     | 1                     | 1                     | 2                     | 5     |
| 22     | Grecia                 | 0                   | 1                   | 0                   | 1                   | 2                   | 0                     | 1                     | 0                     | 2                     | 3                     | 5     |
| 22     | Suecia                 | 0                   | 0                   | 1                   | 1                   | 2                   | 1                     | 0                     | 1                     | 1                     | 3                     | 5     |
| 22     | Suiza                  | 1                   | 0                   | 0                   | 1                   | 2                   | 0                     | 0                     | 2                     | 1                     | 3                     | 5     |
| 25     | Costa Rica             | 1                   | 0                   | 1                   | 1                   | 3                   | 1                     | 0                     | 0                     | 0                     | 1                     | 4     |
| 25     | Malasia                | 0                   | 1                   | 2                   | 0                   | 3                   | 0                     | 1                     | 0                     | 0                     | 1                     | 4     |
| 27     | Austria                | 1                   | 0                   | 1                   | 0                   | 2                   | 1                     | 0                     | 1                     | 0                     | 2                     | 4     |
| 27     | Perú                   | 0                   | 1                   | 0                   | 1                   | 2                   | 0                     | 1                     | 0                     | 1                     | 2                     | 4     |
| 27     | Vietnam                | 1                   | 0                   | 1                   | 0                   | 2                   | 1                     | 0                     | 1                     | 0                     | 2                     | 4     |
| 30     | Omán                   | 1                   | 0                   | 1                   | 1                   | 3                   | 0                     | 0                     | 0                     | 0                     | 0                     | 3     |
| 31     | Kuwait                 | 0                   | 0                   | 1                   | 1                   | 2                   | 0                     | 0                     | 1                     | 0                     | 1                     | 3     |
| 32     | Alemania               | 1                   | 0                   | 0                   | 0                   | 1                   | 1                     | 0                     | 0                     | 1                     | 2                     | 3     |
| 32     | Noruega                | 0                   | 0                   | 0                   | 1                   | 1                   | 0                     | 0                     | 0                     | 2                     | 2                     | 3     |
| 34     | Corea del Sur          | 1                   | 1                   | 0                   | 0                   | 2                   | 0                     | 0                     | 0                     | 0                     | 0                     | 2     |
| 34     | Namibia                | 0                   | 0                   | 1                   | 1                   | 2                   | 0                     | 0                     | 0                     | 0                     | 0                     | 2     |
| 34     | Catar                  | 1                   | 0                   | 0                   | 1                   | 2                   | 0                     | 0                     | 0                     | 0                     | 0                     | 2     |
| 37     | Egipto                 | 0                   | 1                   | 0                   | 0                   | 1                   | 0                     | 1                     | 0                     | 0                     | 1                     | 2     |
| 37     | Malta                  | 0                   | 0                   | 1                   | 0                   | 1                   | 0                     | 0                     | 1                     | 0                     | 1                     | 2     |
| 37     | Nueva Zelanda          | 0                   | 0                   | 1                   | 0                   | 1                   | 0                     | 0                     | 1                     | 0                     | 1                     | 2     |
| 37     | Pakistán               | 0                   | 1                   | 0                   | 0                   | 1                   | 0                     | 1                     | 0                     | 0                     | 1                     | 2     |
| 37     | Filipinas              | 1                   | 0                   | 0                   | 0                   | 1                   | 1                     | 0                     | 0                     | 0                     | 1                     | 2     |
| 37     | Turquía                | 0                   | 0                   | 1                   | 0                   | 1                   | 0                     | 0                     | 1                     | 0                     | 1                     | 2     |
| 43     | Dinamarca              | 0                   | 0                   | 0                   | 0                   | 0                   | 0                     | 0                     | 1                     | 1                     | 2                     | 2     |
| 44     | Argelia                | 1                   | 0                   | 0                   | 0                   | 1                   | 0                     | 0                     | 0                     | 0                     | 0                     | 1     |
| 44     | Arabia Saudita         | 0                   | 0                   | 0                   | 1                   | 1                   | 0                     | 0                     | 0                     | 0                     | 0                     | 1     |
| 44     | Bélgica                | 0                   | 0                   | 1                   | 0                   | 1                   | 0                     | 0                     | 0                     | 0                     | 0                     | 1     |
| 44     | Bután                  | 0                   | 0                   | 1                   | 0                   | 1                   | 0                     | 0                     | 0                     | 0                     | 0                     | 1     |
| 44     | Bolivia                | 0                   | 0                   | 0                   | 1                   | 1                   | 0                     | 0                     | 0                     | 0                     | 0                     | 1     |
| 44     | Botsuana               | 0                   | 0                   | 0                   | 1                   | 1                   | 0                     | 0                     | 0                     | 0                     | 0                     | 1     |
| 44     | Camboya                | 1                   | 0                   | 0                   | 0                   | 1                   | 0                     | 0                     | 0                     | 0                     | 0                     | 1     |
| 44     | Colombia               | 0                   | 0                   | 1                   | 0                   | 1                   | 0                     | 0                     | 0                     | 0                     | 0                     | 1     |
| 44     | Cuba                   | 0                   | 1                   | 0                   | 0                   | 1                   | 0                     | 0                     | 0                     | 0                     | 0                     | 1     |
| 44     | Etiopía                | 1                   | 0                   | 0                   | 0                   | 1                   | 0                     | 0                     | 0                     | 0                     | 0                     | 1     |
| 44     | Kenia                  | 0                   | 1                   | 0                   | 0                   | 1                   | 0                     | 0                     | 0                     | 0                     | 0                     | 1     |
| 44     | Maldivas               | 1                   | 0                   | 0                   | 0                   | 1                   | 0                     | 0                     | 0                     | 0                     | 0                     | 1     |
| 44     | Panamá                 | 0                   | 0                   | 1                   | 0                   | 1                   | 0                     | 0                     | 0                     | 0                     | 0                     | 1     |
| 44     | Rusia                  | 0                   | 1                   | 0                   | 0                   | 1                   | 0                     | 0                     | 0                     | 0                     | 0                     | 1     |
| 44     | Ruanda                 | 0                   | 1                   | 0                   | 0                   | 1                   | 0                     | 0                     | 0                     | 0                     | 0                     | 1     |
| 44     | Santo Tomé y Príncipe  | 0                   | 0                   | 1                   | 0                   | 1                   | 0                     | 0                     | 0                     | 0                     | 0                     | 1     |
| 44     | Seychelles             | 0                   | 1                   | 0                   | 0                   | 1                   | 0                     | 0                     | 0                     | 0                     | 0                     | 1     |
| 44     | Sri Lanka              | 0                   | 1                   | 0                   | 0                   | 1                   | 0                     | 0                     | 0                     | 0                     | 0                     | 1     |
| 62     | Guatemala              | 0                   | 0                   | 0                   | 0                   | 0                   | 0                     | 0                     | 1                     | 0                     | 1                     | 1     |
| 62     | Líbano                 | 0                   | 0                   | 0                   | 0                   | 0                   | 1                     | 0                     | 0                     | 0                     | 1                     | 1     |
| 62     | Mauricio               | 0                   | 0                   | 0                   | 0                   | 0                   | 0                     | 1                     | 0                     | 0                     | 1                     | 1     |
| 62     | Portugal               | 0                   | 0                   | 0                   | 0                   | 0                   | 1                     | 0                     | 0                     | 0                     | 1                     | 1     |